# Фуллертон, Шарлотта
Шарлотта Фуллертон (англ. Charlotte Fullerton; (род. 18 марта 1949, Сейлем, Массачусетс) — американская сценаристка и писательница.

## Биография
Фуллертон получила степень бакалавра производства кино и телевидения в Университете Южной Калифорнии, и начала свою карьеру в сфере развлечений для детей в качестве ассистента в Fox Kids Network. Её кампания Fox Kids Bartcasting, с участием Барта Симпсона захватывающего сеть, принесла отделу промоакций Fox Kids свою первую номинацию и победу на премию Promax International Gold Medallion Award[нужен лучший источник].
Фуллертон работала в качестве режиссёра озвучивания, руководителя пост-производства и специалистом по шуму в короткометражном фильме «Штурмовики», пародия на «Полицейских», действие которого происходит во вселенной «Звёздных войн». В 2010 году журнал Time назвал «Штурмовиков» самым популярным фан-фильмом «Звёздных войн» всех времён.
Фуллертон была соредактором сюжета нового мультсериала «Бен-10: Омниверс» для Cartoon Network, а ранее была редактором сюжета мультсериала Nicktoons «Зево-3» а также оригинальной Duel Masters для Hasbro и Cartoon Network. Она также написала эпизоды для таких мультсериалов, как «Дружба — это чудо», «Супергеройский отряд», «Волшебные покровители», «Бен-10: Инопланетная сверхсила», «Тутенштейн», «99», «Ким Пять-с-плюсом», «Могучие рейнджеры», «Бен-10: Инопланетная сила», «Генератор Рекс», «Зелёный Фонарь».
Фуллертон дважды номинировалась на премию «Эмми»: в 2012 году за лучшую оригинальную песню в мульсериале «Дружба — это чудо», а в 2010 году за лучший сценарий в анимации в мультсериале «Волшебные покровители».
Фуллертон является вдовой сценариста и продюсера Дуэйна Макдаффи.

## Фильмография

### Телевидение
- Могучие Морфины Рейнджеры Силы (1996)
- Могучие рейнджеры: Зео (1997)
- Анжела Анаконда[англ.] (1999)
- Пожарные сказки[англ.] (2005)
- Тутенштейн (2006)
- Ким Пять-с-плюсом (2007)
- Джордж из джунглей[англ.] (2007)
- Заботливые мишки: Добрые истории[англ.] (2008)
- Бен-10: Инопланетная сила (2008—2010)
- Ангельские войны[англ.] (2009)
- Небесные рыцари[англ.] (2009)
- Супергеройский отряд (2009—2011)
- Волшебные покровители (2010)
- Бен-10: Инопланетная сверхсила (2010—2012)
- Дружба — это чудо (2010—2013)
- Генератор Рекс (2011)
- Бен-10: Омниверс (2012—2014)
- Зелёный Фонарь (2013)
- Мстители, общий сбор! (2015)
- Громолёты, вперёд![англ.] (2015)

### Кино
- Заботливые мишки идут на помощь (2010)